# Lemma di Yoneda
In matematica, il lemma di Yoneda è un risultato fondamentale nella teoria delle categorie. Nella sua forma più debole afferma che ogni categoria può essere considerata come una sottocategoria dei funtori contravarianti da essa alla categoria degli insiemi.

## Definizioni
Sia {\displaystyle {\mathcal {C}}} una categoria, e sia {\displaystyle \mathbf {Set} } la categoria degli insiemi. La categoria di prefasci su {\displaystyle {\mathcal {C}}} a valori in {\displaystyle \mathbf {Set} } è la categoria {\displaystyle \mathrm {Hom} ({\mathcal {C}}^{op},\mathbf {Set} )} di funtori contravarianti da {\displaystyle {\mathcal {C}}} agli insiemi. Dati due funtori {\displaystyle F,G\in \mathrm {Hom} ({\mathcal {C}}^{op},\mathbf {Set} )} l'insieme di morfismi da {\displaystyle F} a {\displaystyle G} è l'insieme {\displaystyle \mathrm {Nat} (F,G)} di trasformazioni naturali da {\displaystyle F} a {\displaystyle G}.
Fissato un oggetto {\displaystyle A\in {\mathcal {C}}}, di particolare rilievo è il funtore
{\displaystyle h_{A}\colon {\mathcal {C}}^{op}\to \mathbf {Set} }
che mappa un oggetto {\displaystyle X\in {\mathcal {C}}} all'insieme {\displaystyle \mathrm {Hom} (X,A)}. Per ogni morfismo {\displaystyle f\colon X\to Y\in {\mathcal {C}}} il funtore {\displaystyle h_{A}} associa un morfismo {\displaystyle h\colon X\to A} al morfismo {\displaystyle g\colon Y\to A} dato da {\displaystyle h=g\circ f}.

## Enunciato
Il lemma di Yoneda asserisce il fatto seguente:
Vi è una corrispondenza biunivoca {\displaystyle \mathrm {Nat} (h_{A},F)\cong F(A)}.
Un caso particolare è quello dove {\displaystyle F=h_{Y}}; in tal caso, il lemma di Yoneda afferma che la categoria {\displaystyle {\mathcal {C}}} è una sottocategoria di {\displaystyle \mathrm {Hom} ({\mathcal {C}}^{op},\mathbf {Set} )} tramite il funtore {\displaystyle h:{\mathcal {C}}\to \mathrm {Hom} ({\mathcal {C}}^{op},\mathbf {Set} )}.

## Dimostrazione
La dimostrazione del lemma di Yoneda è contenuta nel seguente diagramma commutativo: